# Acunasus viridus
Acunasus viridus är en insektsart som beskrevs av Delong 1980. Acunasus viridus ingår i släktet Acunasus och familjen dvärgstritar. Inga underarter finns listade i Catalogue of Life.